# آرثر س. ديفيس
آرثر س. ديفيس (بالإنجليزية: Arthur C. Davis)‏ هو ضابط أمريكي، ولد في 4 مارس 1893 في كولومبيا في الولايات المتحدة، وتوفي في 10 فبراير 1965.